# 蒋川
蒋川（1984年1月26日—），浙江永嘉人，中国象棋棋手。2002年获得全国象棋个人赛的第八名，从而晋升成为国家象棋大师；2010年，蒋川获全国象棋个人赛冠军，获得了象棋特级大师的称号。2008年举办的第一届世界智力运动会象棋男子快棋赛，蒋川获得银牌。2011年，在雅加达举办的世界象棋锦标赛上，蒋川获得第一名。